# Un drame passionnel
Un drame passionnel è un cortometraggio del 1913 diretto da Romeo Bosetti.

## Fonti[1]
- Annuncio in Ciné-Journal n° 233, 8.2.1913
- Henri Bousquet, Catalogo Pathé degli anni 1896-1914
- Bures-sur-Yvette, Edizioni Henri Bousquet, 1994-2004

## Proiezioni[1]
1. Omnia Pathé, Parigi, 21-27.1913